# Cerotoma arcuata
Cerotoma arcuata es un coleóptero de la familia Chrysomelidae.
Fue descrita científicamente en 1791 por Olivier.